# Centro de Ténis de Kallang
O Centro Nacional de Tênis faz parte do Centro de Desportos de Kallang que inclui também o Centro de Netbol e o Campo de Cricket.
O Centro de Tênis de Kallang tem 14 courtes de tênis e está localizado fora do Central Business District de Singapura. O Centro de Tênis de Kallang foi construído como uma instalação desportiva comunitária em Março de 1978. Desde então, tem resistido, tornando-se um sítio popular para programas e competições de tênis, e até acolhe a Competição Nacional de Tênis de Escolas de Singapura.
Como um ponto focado para o tênis de competição em Singapura, o Centro de Tênis de Kallang é o sítio de treino das equipas nacionais seniores e jovens de Singapura.
Outras instalações no Centro de Tênis de Kallang incluem uma cantina, balneários e uma área de escritórios que pode ser facilmente transformada numa sala médica e fisioterapeuta.

## Jogos Olímpicos da Juventude Singapura 2010
O Centro Nacional de Tênis irá acolher competições de tênis dos Jogos Olímpicos da Juventude Singapura 2010.
Lugares sentados temporários para 2 mil pessoas podem ser erguidos à volta do courte central (Courte 14) para os fãs e a imprensa durante os Jogos Olímpicos da Juventude Singapura 2010.
O Centro Nacional de Tênis de Singapura está a 16 minutos pelo autocarro vai-vém da Aldeia Olímpica da Juventude.